# My Lovin' (You're Never Gonna Get It)
"My Lovin '(You're Never Gonna Get It)" é uma canção do grupo feminino americano En Vogue, lançado em 1992. É o single principal de seu álbum multi-platinado, Funky Divas. O VH1 classificou-o em #43 em sua lista das "100 canções maiores canções dos anos 90". O single foi certificado ouro pela RIAA pelas vendas de mais 500.000 unidades.
A canção foi incluída na trilha sonora internacional da novela "Deus Nos Acuda", exibida pela TV Globo entre 1992 e 1993 onde, na trama de Silvio de Abreu, foi tema de locação para a cidade de Santos/SP. Também aparece no filme de 1995,  I Think I Love My Wife de 2007, na trilha sonora do videogame Grand Theft Auto: San Andreas, e no episódio de Sabrina, a Teenage Witch intitulada "Ping, cante uma canção". Em 2016, a canção aparece na introdução do filme Central Intelligence. Em Lip Sync Battle, Queen Latifah cantou a canção.

## Faixas
- US CD Single

1. "My Lovin'" (Radio Active #2) – 4:41
2. "My Lovin'" (Hyper Radio Mix)  – 5:12
3. "My Lovin'" (Theo's Cheaptrick Remix)  – 4:41

- UK CD Single[3]

1. "My Lovin'" (Radio Edit) – 4:16
2. "My Lovin'" (Extended) – 5:03
3. "My Lovin'" (LP Version) – 4:44
4. "My Lovin'" (Extended Edit) – 4:11

- US 12" Vinyl Single

1. "My Lovin'" (Theo's Cheaptrick Remix) – 6:46
2. "My Lovin'" (Radio Active)  – 4:50
3. "My Lovin'" (The Morning After Dub) – 5:37
4. "My Lovin'" (Hyperradio)  – 5:13

## Desempenho nas paradas
| Chart (1992)                     | Melhor posição |
| -------------------------------- | -------------- |
| Austria Singles Chart            | 13             |
| Australian Singles Chart         | 36             |
| Dutch Singles Chart              | 10             |
| French Singles Chart             | 34             |
| German Singles Chart             | 23             |
| Swedish Singles Chart            | 19             |
| Swiss Singles Chart              | 16             |
| UK Singles Chart                 | 4              |
| US Billboard Hot 100             | 2              |
| US Billboard Hot R&B Singles     | 1              |
| US Billboard Hot Dance Club Play | 8              |

### Paradas de final de ano
| Melhor (1992)        | Posição |
| -------------------- | ------- |
| US Billboard Hot 100 | 7       |

### Certificação
| País                 | Certificação |
| -------------------- | ------------ |
| United States (RIAA) | Ouro         |